# Parc Francis-Popy
Pour les articles homonymes, voir Popy (homonymie).
Le parc Francis-Popy est un parc lyonnais. Situé dans le 4e arrondissement de Lyon, dans le quartier de la Croix-Rousse, on y accède par la rue Henri Gorjus, ou par la rue Philippe de Lassalle.
Issu d'une propriété du XIXe siècle, le parc a été réaménagé en 2005.
Côté sud se trouvent deux anciennes maisons, une large pelouse arborée et des jeux pour enfants. Côté nord se trouvent les courts de tennis du club de la Croix-Rousse.
Le parc doit son nom au compositeur Francis Popy qui est né dans le quartier.

## Accessibilité
Ce site est desservi par la station de métro Hénon.
Du 1er mai au 30 septembre, le parc est ouvert de 8h à 22h.
Du 1er octobre au 30 avril, le parc est ouvert de 8h à 19h.

## Galerie
|  |
|  |

|  |
|  |

|  |
|  |

|  |
|  |

|                           |
| Aire de jeux pour enfants |

|                   |
| Vue sur la crèche |

|                   |
| Vue sur la crèche |

|                   |
| Vue sur la crèche |